# Hugh MacLennan
John Hugh MacLenna (Glace Bay, 20 marzo 1907 – Montréal, 9 novembre 1990) è stato uno scrittore canadese.

## Biografia
Nacque in una famiglia calvinista in Nova Scotia e crebbe tra l'Inghilterra e il Canada. A dieci anni fu testimone dell'esplosione di Halifax, un evento che avrebbe descritto nelle pagine del suo romanzo d'esordio. Il padre lo iniziò allo studio delle lingue classiche, che MacLennan portrò avanti alla Dalhousie University e, dopo la vittoria di una Rhodes Scholarship, all'Oriel College dell'Università di Oxford. La vittoria di un'altra borsa di studio gli permise di conseguire un dottorato di ricerca a Princeton. La sua tesi Oxyrhynchus: An Economic and Social Study, sul declino di una colonia romana in Egitto, sarebbe stata pubblicata dalla Princeton University Press.
A Princeton scrisse il suo primo romanzo, So All Their Praises, che però non fu pubblicato. Dopo la fine del PhD cominciò a insegnare al Lower Canada College e nel 1936 sposò la scrittrice Dorothy Duncan, con cui sarebbe rimasto fino alla morte della donna nel 1957. Tra il 1934 e il 1938 scrisse un secondo romanzo, A Man Should Rejoice, anch'esso rifiutato da tutti gli editori a cui fu sottoposto.
Incoraggiato dalla moglie ad ambientare il suo romanzo successivo in Canada, MacLenna pubblicò Barometer Rising nel 1941, lanciando così la sua carriera letteraria. Nel 1945 il suo romanzo più famoso, Two Solitudes, gli valse il primo dei suoi cinque Governon General's Award. Nel avrebbe vinto un secondo per il romanzo The Precipice (1948) e un terzo per il saggio Cross Country (1949). Dal 1951 intanto aveva cominciato a insegnare all'Università McGill, dove annoverò Leonard Cohen tra i suoi studenti; l'anno seguente fu eletto Fellow of the Royal Society of Canada (che lo insignì della Lorne Pierce Medal), mentre nel 1956 fu invitato a unirsi alla Royal Society of Literature.
Rimasto vedovo, nel 1959 si risposò con Aline Walker e pubblicò The Watch That Ends the Night, che gli valse il suo quinto e ultimo Governor General's Award. Tra il 1969 e il 1972 fu candidato quattro volte al Premio Nobel per la letteratura. Morì nel 1990 all'età di 83 anni.

## Opere

### Narrativa
- Barometer Rising (1941)
- Two Solitudes (1945)
- The Precipice (1948)
- Each Man's Son (1951)
- The Watch That Ends the Night (1957)
- Return of the Sphinx (1967)
- Voices in Time (1980)

### Saggistica
- Oxyrhyncus : An Economic and Social Study (1935)
- Canadian Unity and Quebec (1942)
- Cross Country (1949)
- The Future of the Novel as an Art Form (1959)
- Scotchman's Return and Other Essays (1960)
- Seven Rivers of Canada (1961). US title The Rivers of Canada: The Mackenzie, the St. Lawrence, the Ottawa, the Red, the Saskatchewan, the Fraser, the St. John (1962).
- The Colour of Canada (1967)
- The Other Side of Hugh MacLennan (1978)
- On Being a Maritime Writer (1984)